# ADE 651
De ADE 651 is een nep-bomdetector gemaakt door het Engelse bedrijf ATSC dat beweerde dat het toestel doeltreffend en nauwkeurig de aanwezigheid en locatie van verschillende soorten explosieven, drugs, ivoor en andere substanties kon detecteren van grote afstand. Het toestel is aan 20 landen in het Midden- en Verre Oosten verkocht, waaronder Irak en Afghanistan, waarbij de prijs kon oplopen tot meer dan 40.000 euro per stuk. De Iraakse regering zou 52 miljoen Britse pond (ca. 65 miljoen euro) aan deze toestellen hebben uitgegeven.
Onderzoek door de BBC en andere organisaties bracht aan het licht dat het toestel niet veel meer is dan een wichelroede. Net als bij een wichelroede steunt de ADE 651 op het ideomotorisch effect en kan het geen van zijn geclaimde functies uitvoeren. In januari 2010 werd de uitvoer van het toestel verboden door de Britse regering en werd de bedrijfsdirecteur van ATSC aangehouden op verdenking van fraude, en in juni 2010 werden invallen gedaan bij verschillende andere bedrijven door de Britse politie. ATSC werd opgeheven op 5 maart 2013. Op 23 april 2013 werd de oprichter van ATSC, James McCormick, schuldig bevonden aan fraude en veroordeeld tot 10 jaar gevangenis.
Het gebruik van het toestel door de Iraakse en Pakistaanse veiligheidstroepen werd een heuse internationale controverse. De gelijkende GT200- en Alpha 6-toestellen die algemeen gebruikt worden in Thailand en Mexico, werden ook nader bekeken naar aanleiding van de onthullingen over de ADE 651.

## Beschrijving en achtergrond
De ADE 651 bestaat uit een draaiende antenne die door middel van een scharnier op een plastic handvat gemonteerd zit. Het toestel heeft geen batterij of andere krachtbron nodig; de fabrikant beweerde dat het door de statische elektriciteit van de gebruiker werd aangedreven. Om het toestel te gebruiken, moet de persoon die het bedient er even mee rondlopen om het “op te laden” alvorens het loodrecht ten opzichte van het lichaam te houden. Na het inbrengen van een stofspecifieke “geprogrammeerde stofdetectiekaart” zou de antenne van het toestel in de hand van de gebruiker moeten beginnen te draaien in de richting van de beoogde stof. Van de kaarten wordt beweerd dat ze zich “afstemmen op" de "frequentie" van een bepaalde springstof of andere stof die op de kaart vermeld staat. Volgens Husam Muhammad, een Iraakse politieagent en gebruiker van de ADE 651, is het meer kunst dan wetenschap om het toestel correct te gebruiken: "Als we gespannen zijn werkt het toestel niet naar behoren. Ik start langzaam en ontspan mijn lichaam en probeer mijn geest vrij te maken van gedachten." De kaarten werden zogenaamd “geprogrammeerd” of “geactiveerd” door ze een week in een pot te stoppen samen met een staaltje van de doelstof om de “dampen” van de stof op te nemen. Aanvankelijk gebruikte McCormick naar verluidt zijn eigen bloed om de kaarten te “programmeren" om menselijk weefsel te detecteren, maar gaf hij zelfs de schijn van het “programmeren" van de kaarten op toen de vraag naar de toestellen op een hoogtepunt lag.
In het promotiemateriaal van ATSC werd beweerd dat de ADE 651 voorwerpen zoals wapens, ammunitie, drugs, truffels, menselijke lichamen, gesmokkeld ivoor en geldbriefjes kon detecteren vanop een afstand van 1 km, ondergronds, door muren heen, onder water of zelfs vanuit vliegtuigen op een hoogte van 5 km. Het toestel zou werken volgens het principe van “elektrostatische magnetische ionenaantrekking". Volgens het promotiemateriaal kon de ADE 651, "door het programmeren van de detectiekaarten om zich op een specifieke stof te richten, (via het bedrijfseigen proces van het elektrostatisch matchen van de ionenlading en de structuur van de stof) alle bekende manieren om de doelstof te verhullen “bypassen”. Er werd geclaimd dat het toestel door lood, andere metalen, beton en ander materiaal (inclusief in het lichaam) kon dringen." Prosec, een Libanese doorverkoper van de ADE 651, beweerde op zijn website dat het toestel "werkt op nucleaire quadrupoolresonantie (NQR) of nucleaire magnetische resonantie (NMR)." McCormick zei in 2010 tegen de BBC dat “de theorie achter wichelen en de theorie achter hoe we feitelijk springstoffen opsporen vergelijkbaar zijn.”

## Ontwikkeling en vervaardiging
Het toestel werd gemaakt door ATSC (UK) Ltd, een bedrijf gevestigd in een voormalige melkerij in Sparkford, Somerset. Verschillende bedrijven maakten er reclame voor, waaronder Cumberland Industries UK, een bedrijf gevestigd in Kettering, Northamptonshire, en Prosec in Baabda, Libanon. Het toestel werd ontwikkeld door James McCormick, de bedrijfsdirecteur, een voormalig Merseyside politieagent zonder wetenschappelijke of technische achtergrond.
ATSC (UK) Ltd werd op 23 juli 1997 opgericht als een “private limited company” (registratienummer 03407495) onder de naam "Broadcasting and Telecommunications Limited". Op 27 maart 2008 werd dit veranderd in de huidige naam. De boekhouding geeft een omzet aan van 1,78 miljoen Britse pond voor het jaar tot 31 juli 2008, met een brutowinst van 1,35 miljoen Britse pond. De enige aandeelhouder is de eigenaar Jim McCormick. Een zusteronderneming op dezelfde locatie, ATSC Exports Ltd (registratienummer 06797101) werd op 21 januari 2009 opgericht, ook als een ‘private limited company’. In januari 2010 had het nog geen cijfers ingediend.
Rond 2001 kwam McCormick in het bezit van een golfbalvinder van $20, de Golfinder, die hij kopieerde. Hij plakte er een ATSC-etiket op, gaf het de nieuwe naam ADE (Advanced Detection Equipment) 100 en bracht het op de markt als een bomdetector. Een latere uitvoering met vernieuwd design, de zogenaamde ADE 101, werd verkocht tegen een prijs van $7.000 per stuk. Hij bracht ook een uitvoering in de handel die de naam ADE 650 droeg. De ADE 651 was een verdere ontwikkeling van hetzelfde design. Volgens een compagnon van ATSC werden de toestellen vervaardigd tegen een prijs van 150 Britse pond per stuk door leveranciers in Groot-Brittannië en Roemenië. De compagnon vertelde aan The New York Times: "Iedereen bij ATSC wist dat er niets in de ADE 651 zat." Een klokkenluider die met McCormick samenwerkte om het toestel wereldwijd te verkopen, zei tegen de BBC dat hij McCormick had geconfronteerd over de doeltreffendheid van het toestel. McCormick zou geantwoord hebben dat het toestel "precies [deed] wat het moest ... het levert geld op."

## Gebruikers
De ADE 651 wordt algemeen gebruikt door de Iraakse politie en het Iraaks leger. Het Iraakse ministerie van Binnenlandse zaken kocht 800 toestellen in 2008 voor 20 miljoen Britse pond en een verdere 700 in 2009 voor 32 miljoen Britse pond van ATSC. De Iraakse regering betaalde tot 37.000 Britse pond voor de toestellen ondanks het feit dat de aankoopprijs rond ca. 11.500 Britse pond vastgelegd was. Het “Baghdad Operations Command” van het Iraaks leger kondigde in november 2009 aan dat het honderd bijkomende toestellen had aangeschaft. Jim McCormick van ATSC heeft gezegd dat de toestellen tegen 5.000 Britse pond per stuk verkocht werden, waarbij de rest van de kosten naar opleiding en tussenpersonen ging. De opleiding bestond onder andere uit instructies aan de Iraakse gebruikers om “met hun voeten te schuifelen om statische elektriciteit te genereren om de zaken op gang te krijgen."

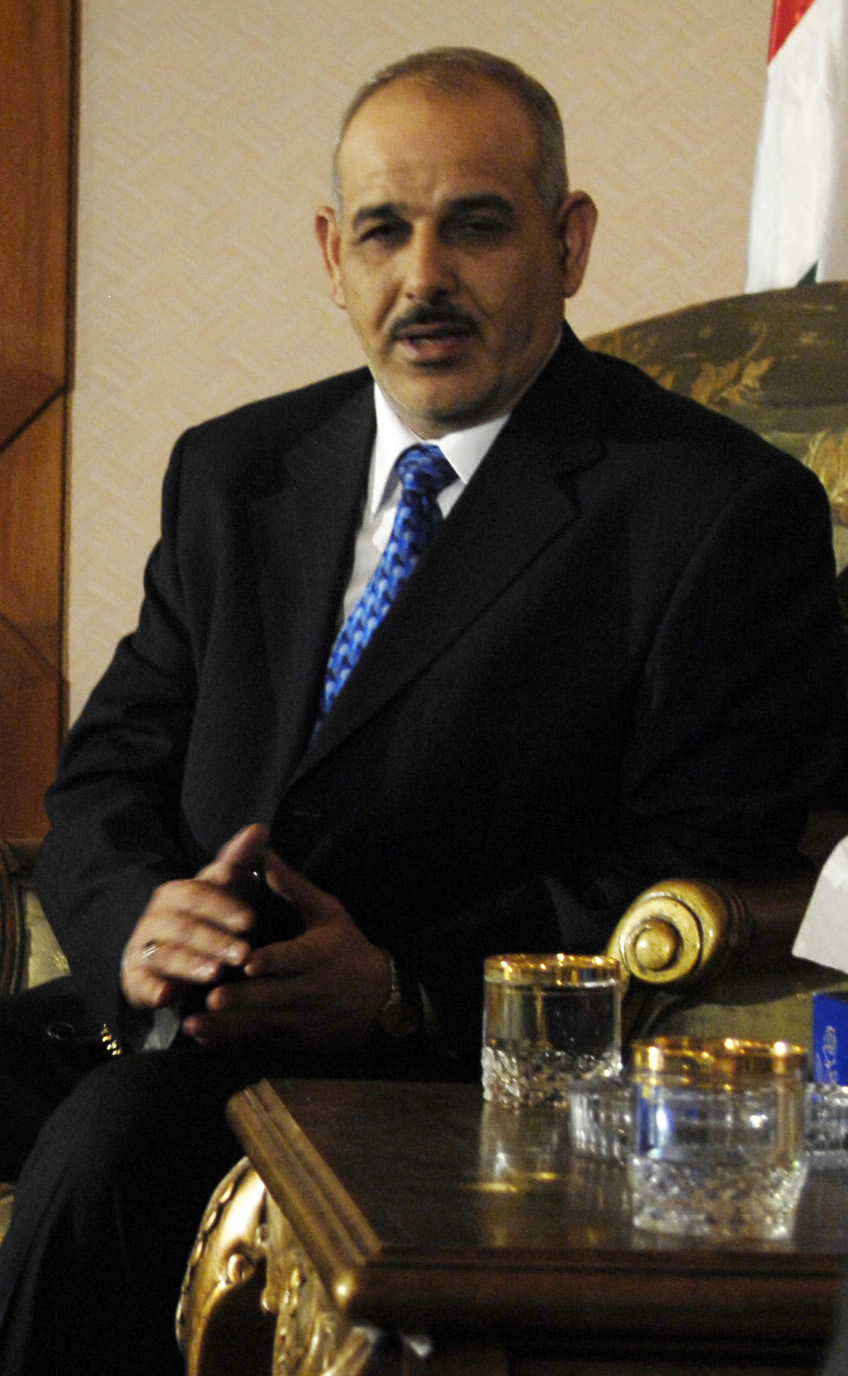
Iraaks minister van Binnenlandse zaken Jawad al-Bulani die het gebruik van de ADE 651 verdedigde.

De ADE 651 is aan honderden checkpoints over het hele land door de Iraakse politie en het Iraaks leger gebruikt, vaak in plaats van fysieke inspecties van voertuigen. Generaal-majoor Jihad al-Jabiri van het Directoraat-generaal voor de bestrijding van explosieven (ministerie van Binnenlandse zaken) heeft het toestel verdedigd: "Of het nu magie is of wetenschappelijk, wat voor mij van tel is, is het detecteren van bommen. Het maakt mij niet uit wat ze zeggen. Ik weet meer over bommen dan de Amerikanen. Het is zelfs zo dat ik meer over bommen weet dan wie dan ook ter wereld." Tijdens een persconferentie zei hij dat de ADE 651 "honderden bermbommen en autobommen" gedetecteerd heeft en dat eventuele tekortkomingen te wijten waren aan slechte training in het gebruik van het toestel. De Iraakse minister van Binnenlandse zaken, Jawad al-Bulani, nam het ook op voor het toestel en zei tegen het tv-kanaal Al Iraqiya dat de ADE 651 "meer dan 16.000 bommen voorkomen en gedetecteerd had die het leven van mensen zouden hebben bedreigd en dat meer dan 733 autobommen onschadelijk waren gemaakt." Hij zei: "Irak wordt gezien als een afzetgebied voor vele bedrijven die zulke toestellen maken … en er zijn andere concurrerende bedrijven die de doeltreffendheid van deze door de regering aangeschafte instrumenten proberen te minimaliseren".
In Mexico heeft de regering van Colima een van deze toestellen gekocht voor meer dan $60.000. Op een foto bij een artikel over de GT200 in de krant La-Ch.com kan ook een Mexicaanse soldaat worden gezien die een ADE 651 gebruikt. Het is mogelijk dat het Mexicaanse Secretariaat voor nationale verdediging (SEDENA) ook een aantal toestellen heeft gekocht.
Volgens een promotiewebsite voor de ADE 651 wordt het toestel ook gebruikt door het Libanese leger, de Chinese politie, de Thaise politie en het ministerie van Binnenlandse zaken van de Koerdische Regionale Overheid in Iraaks-Koerdistan. De website beweert dat de Jordaanse regering hotels verplicht om ADE 651-toestellen te gebruiken om voertuigen te scannen die ondergrondse parkeerplaatsen binnenrijden. Jim McCormick van ATSC zegt dat 20 landen het toestel hebben aangeschaft, waaronder “de Saudi’s, de Indiase politie, een Belgische drugseenheid, een gevangenis in Hong Kong en de zeemacht van Chittagong." De politie in de Belgische politiezone Geel-Laakdal-Meerhout gebruikt het toestel om drugs op te sporen. De luchthavenbeveiliging in Pakistan gebruikt de ADE 651 ook als een bomdetector in Jinnah International Airport in Karachi.

## Doeltreffendheid
Het gebruik van de ADE 651 heeft veel kritiek gewekt, wat uiteindelijk resulteerde in een uitvoerverbod van het Verenigd Koninkrijk naar Irak en Afghanistan, en een crimineel onderzoek naar de fabrikant. Het gebruik van het toestel door de Iraakse veiligheidstroepen werd in de schijnwerpers gebracht naar aanleiding van een onderzoek van The New York Times in november 2009. De krant rapporteerde dat Amerikaanse militaire en technische experts van mening waren dat het toestel waardeloos was. De Amerikaanse generaal-majoor Richard Rowe vertelde de krant dat "er [geen] toverstaf bestaat die explosieven kan detecteren. Als die er was, zouden we die allemaal gebruiken. Ik heb er geen vertrouwen in dat ze werken." Sandia National Laboratories had tests uitgevoerd met verschillende gelijkaardige toestellen en stelde vast dat "geen ervan het ooit beter deden dan het toeval." Gepensioneerd kolonel (Amerikaanse luchtmacht) Hal Bidlack, een voormalig nationaal veiligheidsadviseur in de regeringen van Clinton en Bush verwierp het toestel als "lachwekkend, ware het niet dat iemand verderop in een straat erop vertrouwt om bommen van de straten te houden." Een Iraakse wacht en een chauffeur voor de The New York Times, beiden met een vergunning om een wapen te dragen, waren in staat om twee AK-47-geweren en ammunitie voorbij negen politiecheckpoints te krijgen die het toestel gebruikten zonder dat een van hen de wapens detecteerde.
Iraakse burgers klaagden erover dat het toestel "een onfeilbare aantrekking heeft voor shampoo en zeepschuim". Volgens Iraaks politieagent Jasim Hussein: "Bij het merendeel van de mensen die we stoppen is het vanwege hun parfum". Een college-agent, Hasan Ouda, gaf het commentaar dat "[de] meeste mensen nu begrijpen dat ze daarom gevisiteerd worden, dus ze gebruiken niet meer zo veel." Jim McCormick van ATSC maakte de valse claim dat de schijnbare respons van de ADE 651 te wijten was aan geuren die sporen van de springstof RDX bevatten.

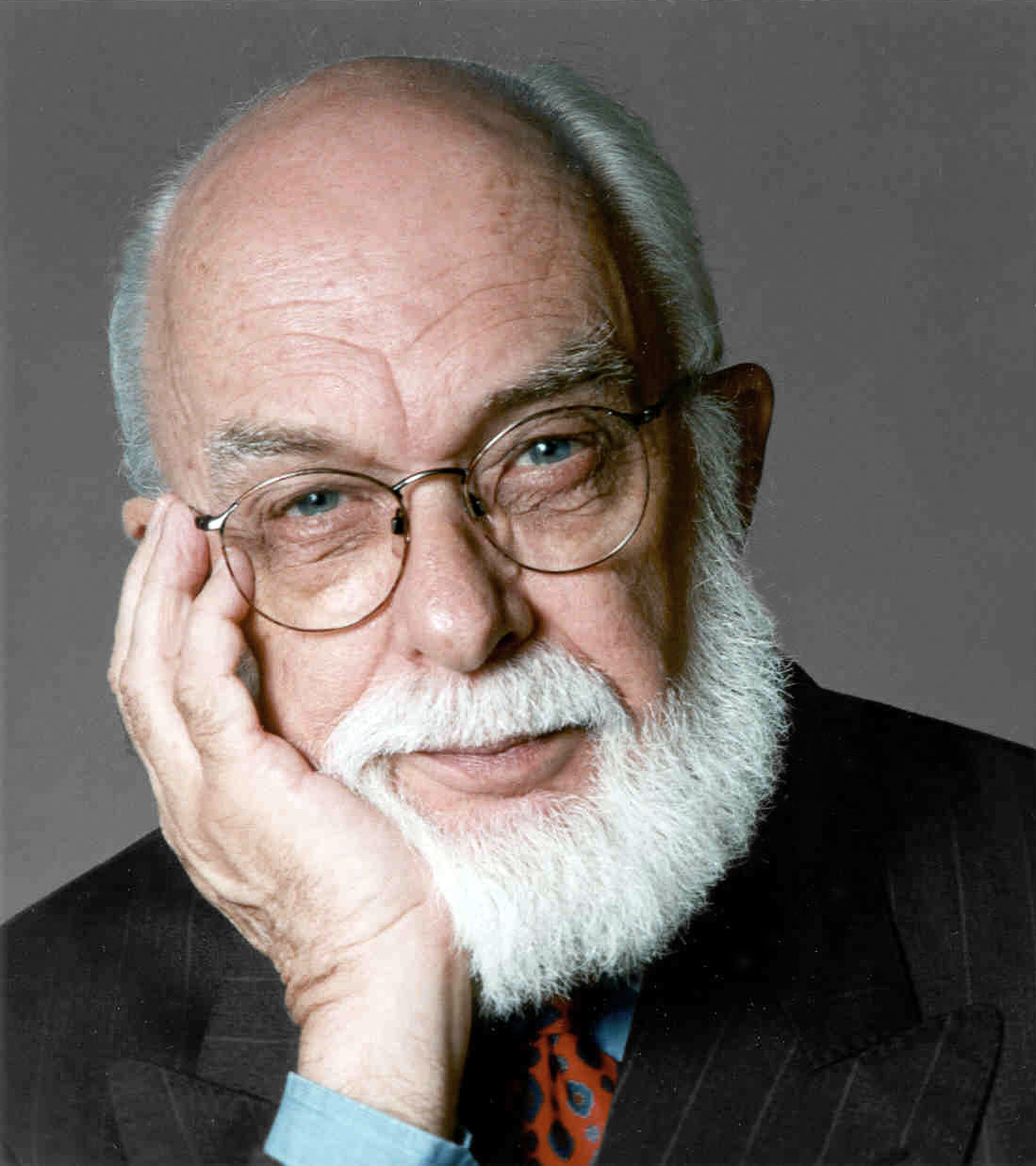
In oktober 2008 loofde James Randi een beloning uit van één miljoen dollar voor de persoon die kon bewijzen dat de ADE 651 werkte.

De ervaren Canadees-Amerikaanse goochelaar en scepticus James Randi heeft in oktober 2008 publiekelijk een beloning van één miljoen dollar uitgeloofd voor de persoon die de doeltreffendheid van het toestel kan bewijzen. Randi gaf een statement uit waarin hij de ADE 651 bestempelde als "een waardeloos kwakzalverstoestel dat geen andere functie bezit dan naïeve personen van hun geld te scheiden. Het is fake, oplichterij, zwendelarij en flagrant bedrog. Bewijs dat ik het bij het verkeerde eind heb en win de één miljoen dollar." Volgens Randi heeft niemand van ATSC gereageerd.
Het Duits weekblad Der Spiegel rapporteerde dat de ADE 651 rond 2008 getest werd in Israël maar “het land uitgeschopt werd". Een Israëlische springstoffenexpert zei tegen het weekblad: "het ding heeft absoluut niets van doen met de detectie van springstoffen." Toen het vertoond werd op een wapen- en beveiligingsbeurs in Beiroet in april 2009 beschreef een bezoekend springstoffenexpert het toestel als “één grote oplichterij”. Gadi Aviran, het hoofd van de Israëlische beveiligingsfirma Terrorgence, zei: "Als iemand bij een expert aanklopt en beweert dat hij een toestel ontwikkeld heeft dat de geur van explosieven kan detecteren vanop verscheidene meters afstand, dan moet de expert weten dat dit fysiek onmogelijk is."
De FBI heeft herhaaldelijk waarschuwingen uitgebracht over wichelroedetoestellen die gebruikt werden als springstofdetectoren. De FBI beschreef een dergelijk toestel, de Quadro Tracker, als "oplichterij" en gaf alle agentschappen de opdracht om het gebruik ervan onmiddellijk te staken. Een andere waarschuwing uitgebracht in 1999 liet de agentschappen weten: "Waarschuwing. Gebruik geen namaak springstofdetectietoestellen." Een test door de Amerikaanse landmacht met een vergelijkbaar toestel toonde aan dat het niet in staat was om een vrachtwagen met een ton TNT te detecteren die de operator van achter naderde. In juni 2009 voerde de Amerikaanse landmacht een laboratoriumtest uit, inclusief een röntgenonderzoek van de ADE 651, waaruit bleek dat het niet werkte. Volgens majoor Joe Scrocca “resulteerde het onderzoek in de vaststelling dat er geen manier mogelijk was waarop de ADE 651 springstoffen zou kunnen detecteren en dat het daarmee geheel ondoeltreffend en frauduleus was. Naar aanleiding van dit onderzoek liet het Amerikaanse leger weten aan al het militair en burgerpersoneel in Irak dat het bomdetectietoestel niet werkte en dat er niet op vertrouwd mocht worden als een manier om de veiligheid van enig personeel te vrijwaren."
Het BBC-programma Newsnight onderzocht de ADE 651 in een reportage in januari 2010. Ze vroegen aan het University of Cambridge Computer Laboratory om een van de "geprogrammeerde stofdetectiekaarten" te onderzoeken die in het toestel werden gebruikt om TNT te detecteren. Het lab stelde vast dat de kaart alleen een standaard radiofrequentie beveiligingstag bevatte van het soort dat in winkels wordt gebruikt om winkeldiefstal te voorkomen. Volgens dr. Markus Kuhn van het lab was het "onmogelijk" dat de kaart ook maar iets kon detecteren en het had "absoluut niets met de detectie van TNT te maken". De kaart kon niet geprogrammeerd worden, bevatte geen geheugen, geen microprocessor en er kon geen vorm van informatie op opgeslagen worden. Ondanks de hoge prijs van de toestellen, waren de kaarten slechts twee à drie Britse penny’s waard. Kuhn zei: "Dit zijn de goedkoopste stukjes elektronica die je kunt krijgen die er enigszins elektronisch uitzien en plat genoeg zijn om in een kaart te passen." De "kaartlezer" bleek een lege plastic doos te zijn. Professor in de psychologie Bruce Hood merkte op dat het zwiepen van de antenne slechts het resultaat is van de losse bouw van het toestel en onbewuste polsbewegingen van de gebruiker. Springstoffenexpert Sidney Alford beschreef het toestel als "immoreel" en vertelde Newsnight dat “het kon leiden tot de dood van tientallen of zelfs honderden personen". Newsnight merkte op dat duizenden mensen feitelijk gedood en gewond geraakt waren in verschrikkelijke autobomaanvallen in Bagdad zoals de bomaanvallen op 25 oktober 2009 en de bomaanvallen op 8 december 2009 in Bagdad, waarbij de bommen niet gedetecteerd werden door de ADE 651-toestellen.
Jim McCormick weigerde om geïnterviewd te worden voor de Newsnight-reportage, maar zei tegen de The New York Times dat ATSC zaken zou blijven doen: "Ons bedrijf is nog steeds volledig operationeel." Hij vertelde aan The Times dat ATSC al 10 jaar met twijfelaars geconfronteerd werd en dat het toestel alleen maar bekritiseerd werd omdat het er "primitief“ uitzag. Hij zei: "We werken aan een nieuw model met blinkende lichtjes."

## Onderzoeken en uitvoerverbod

### Verenigd Koninkrijk
Britse en Amerikaanse legerofficieren in Irak brachten de ondoeltreffendheid van de ADE 651 onder aandacht van Britse politieliaisonofficieren in het land. De kwestie kwam vervolgens ter attentie van Colin Port, de korpsoverste van “Avon & Somerset Constabulary” en voorzitter van de “International Police Assistance Board”, die persoonlijk opdracht gaf om een onderzoek in te stellen naar James McCormick en ATSC. In januari 2010 werd James McCormick van ATSC aangehouden op verdenking van fraude. Op 11 juli 2012 werd McCormick drie feiten ten laste gelegd dat hij tussen 15 januari 2007 en 12 juli 2012 in het bezit was geweest van of controle had gehad over een artikel in de loop van of in verband met fraude in strijd met Sectie 6 van de Britse Fraudewet van 2006; en vier verdere aanklachten dat hij tussen dezelfde datums een artikel gemaakt, aangepast, geleverd of aangeboden had, wetende dat het ontworpen of aangepast was voor gebruik in de loop van of in verband met, of met de bedoeling om het te gebruik om fraude te plegen of eraan mee te werken, in strijd met Sectie 7 van de Britse Fraudewet van 2006.
Na de speciale reportage door BBC Newsnight over het toestel in 2010 kondigde de Britse overheidsinstantie Department for Business, Innovation and Skills aan dat BBC-tests hadden aangetoond dat "de technologie gebruikt in de ADE 651 en vergelijkbare toestellen niet geschikt is voor bomdetectie" en ze "zouden Britse en andere geallieerde troepen in Irak en Afghanistan kunnen schaden". Er werd daarom besloten om de uitvoer van de ADE 651 en vergelijkbare toestellen naar die twee landen te verbieden conform de Export Control Act 2002 met ingang van 27 januari 2010. Het toestel was nog niet eerder aan uitvoerrestricties onderworpen omdat het niet-militaire apparatuur was. Het departement bood zijn samenwerking aan "met enig onderzoek dat de Iraakse overheid zou willen instellen over hoe dit toestel aangekocht werd voor hun leger als apparatuur voor bomdetectie." Het uitvoerverbod naar Irak en Afghanistan verbood het exporteren van “’elektrostatisch aangedreven’ uitrusting voor het detecteren van ‘explosieven’”.
James McCormick werd berecht in maart-april 2013 in de Old Bailey in Londen. De rechtbank werd verteld dat “de toestellen niet werkten en hij wist dat ze niet werkten. Hij liet ze maken zodat ze verkocht konden worden – en ondanks het feit dat ze niet werkten, kochten mensen ze voor een fikse doch ongerechtvaardigde prijs." McCormick had zich op bedrieglijke wijze voorgedaan als een lid van de International Association of Bomb Technicians and Investigators, en had het logo van de organisatie zonder toestemming gebruikt. McCormick zei dat hij de ADE 651 en vergelijkbare toestellen internationaal had verkocht aan veiligheidstroepen, maar dat niemand erover geklaagd had.
Op 23 april 2013 werd McCormick veroordeeld voor drie feiten van fraude. De hoofdinspecteur in de zaak, inspecteur Nigel Rock, zei:
“Er werd geen bewijs geleverd dat McCormick of zijn bedrijf ATSC UK enig behoorlijk onderzoek of ontwikkeling van de geproduceerde producten had uitgevoerd; hij weigerde zelfs om de ADE-toestellen aan onafhankelijke tests te onderwerpen. Hij verkocht zijn detectietoestellen aan vele regeringen, landsverdedigingsinstanties en privé-instellingen over de hele wereld. Een groot deel hiervan bestond uit landen waar er een reëel risico bestond of nog steeds bestaat van terrorisme en criminaliteit. Irak was één land dat tussen 2008 en 2010 6.000 toestellen kocht voor een prijs van meer dan $40 miljoen.
De toestellen werden tijdens deze periode aan verscheidene checkpoints in Irak gebruikt. Het was duidelijk dat zowel burgers als militair personeel een groot risico liepen door op deze apparatuur te vertrouwen. McCormick toonde een volledig gebrek aan achting voor de veiligheid van diegenen die het toestel gebruikten of erop vertrouwden voor hun eigen veiligheid en bescherming. Hij vergaarde meerdere miljoenen ponden door zijn hebzucht en misdadige ondernemingen.”
Het werd onthuld dat McCormick miljoenen Britse ponden verdiend aan de verkoop van de ADE 651 waarmee hij een hoeve in Somerset had gekocht, het voormalig huis van Nicolas Cage ter waarde van 3,5 miljoen Britse pond in Bath met zijn eigen zwembad in de kelder, vakantiehuizen in Cyprus en Florida, een luxejacht ter waarde 600.000 Britse pond en drie paarden voor een van zijn dochters. De politie verklaarde dat ze "achter zijn fortuin zouden aangaan" door middel van de Proceeds of Crime Act 2002, de Britse wet inzake opbrengsten van misdadige activiteiten.
McCormick werd op 2 mei 2013 veroordeeld tot 10 jaar gevangenis. Bij het uitspreken van het vonnis zei rechter Hone: "Uw frauduleus gedrag in het verkopen van zo veel waardeloze toestellen met simpelweg enorme winst gaf een vals gevoel van veiligheid en heeft naar alle waarschijnlijkheid materieel bijgedragen tot de dood en verwonding van onschuldige personen." De rechter noteerde dat McCormick geen enkel berouw of erkenning van schuld had getoond en zei dat zijn "schuld als een oplichter in de hoogste categorie thuishoorde." Brigadier Simon Marriner vertelde de rechtbank dat ADE 651 duidelijk in verband stond met het niet kunnen voorkomen van bomaanvallen: "De onontkoombare conclusie is dat bommen tot ontploffing zijn gebracht nadat ze door checkpoints waren gegaan. Als gevolg hiervan zijn Iraakse burgers gestorven."

### Irak

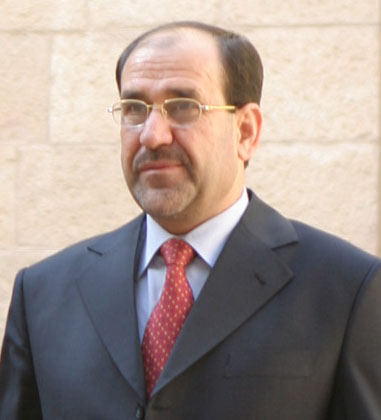
Nouri al-Maliki, eerste minister van Irak.

Het falen van de ADE 651 om een reeks bomaanvallen in Bagdad te voorkomen en de omstandigheden van de aankoop van het toestel, wekte vragen in Irak nog voor het toestel in mediareportages onder de loep werd genomen. De New York Times rapporteerde in november 2009 dat Aqeel al-Turaihi, de inspecteur-generaal van het Iraakse ministerie van Binnenlandse zaken een onderzoek was gestart naar de contracten die het ministerie met ATSC had gesloten. De eerste minister van Irak, Nouri al-Maliki, stelde ook een onderzoek in naar de doeltreffendheid van de toestellen na meerdere bomaanvallen. Het Iraakse parlement gaf geen opdracht tot een officieel onderzoek, maar het Iraakse parlementslid Nadeem al-Jabiri zei: "het Veiligheids- en defensiecomité van het parlement, geleid door Hadi al-Amiri, volgt deze kwestie op als deel van de taak van het parlement als controle-orgaan." Het rapport van het ministerie van Binnenlandse zaken merkte op dat "veel levens verloren zijn door de totale ondoeltreffendheid van de staf". Het rapport en het onderzoek werden later verzwegen en er wordt beweerd dat corruptie de reden hiervoor was, aangezien 75% van de waarde van het contract "naar smeergeld was gegaan voor Iraakse ambtenaren".
De onthullingen van de BBC in januari 2010 leidde tot woede in Irak. Een politieagent zei tegen The New York Times: "Onze regering draagt de schuld voor alle duizenden onschuldige zielen die verloren zijn gegaan sinds het gebruik van deze toestellen in Irak." Parlementslid Ammar Tuma van het Veiligheids- en defensiecomité van het Iraakse parlement zei: "Dit bedrijf zorgde niet alleen voor een serieus en enorm verlies van geld, maar het zorgde ook voor een serieus en enorm verlies van levens van honderden en duizenden onschuldige Iraakse burgers als gevolg van aanvallen waarvoor we immuun dachten te zijn dankzij dit toestel." Hij vertelde aan de krant Asharq Al-Awsat: "De taken van het comité zijn beperkt tot twee sporen, [en dat is] het achterhalen van de waarheid over wat er is gebeurd met betrekking tot het sluiten van de contracten voor deze bomdetectietoestellen; ten eerste door de details van het contract na te gaan en naar de achtergrond ervan te kijken, evenals de mogelijkheid van samenzwering door diegenen die het contract gesloten hebben, of dat deze [ondoeltreffendheid] het gevolg is van technische mankementen in deze toestellen. Voor beide [opties] is verantwoording verschuldigd." Hij zei dat de minister van Defensie Abd al-Qadr Muhammed Jassim al-Obaidi het Iraakse parlement in 2009 tijdens parlementaire spoedhoorzittingen had geïnformeerd dat "de detectie van autobommen en springstof met behulp van deze toestellen zeer begrensd is, en dit vergroot de kans dat deze toestellen een lage doeltreffendheid hebben."
Een ander parlementslid, Hussain al-Falluji, eiste dat de Iraakse veiligheidstroepen onmiddellijk met het gebruik van de ADE 651 moesten stoppen. Zijn voorstel om een onderzoekscommissie op te richten en om het geld te proberen recupereren dat aan de toestellen gespendeerd was, werd gesteund door andere parlementsleden. Hadi Al-Ameri, het hoofd van het Veiligheids- en defensiecomité van het parlement zei dat hij zou ijveren voor een officieel onderzoek om “uit te vissen hoe dit apparaat aan Irak was verkocht." Indien ATSC verantwoordelijk bevonden werd, plande hij om "compensatie te eisen via het ministerie van Buitenlandse zaken." Parlementslid Haneen Kado zei: "Als we op deze toestellen vertrouwen, heeft het geen nut om checkpoints te hebben. Het stelt heel Bagdad bloot aan terroristische aanvallen. We bevinden ons in een gevaarlijke situatie en er kunnen op eender welk moment nieuwe bomaanvallen plaatsvinden. We moeten onderzoeken wie precies deze detectoren gekocht en verkocht hebben en hen ter verantwoording roepen voor de rechtbank."
De Hoge raad van toezicht in Irak kondigde een onderzoek aan naar de aankoop van de ADE 651, waarbij men zich vooral richtte op de ambtenaren die zich borg hadden gesteld voor de degelijkheid van het toestel. Het Baghdad Operations Command van het Iraakse leger, dat eerder 100 van de toestellen had aangeschaft, zwoer het gebruik ervan af. Generaal-majoor Qassim al-Moussawi zei: "De toestellen hebben ons in delen van ons werk geholpen, maar in sommige aspecten zijn ze niet nuttig. Hun prestaties komen niet overeen met onze aspiraties. Er zit een foutenpercentage op hun prestaties en deze toestellen moeten geüpdatet worden." Iraaks eerste minister Nouri al-Maliki zou naar verluidt opdracht hebben gegeven tot een nieuw onderzoek over hoe deze toestellen aangeschaft werden, om na te gaan of er enige corruptie mee gemoeid was.
Volgens inspecteur-generaal Aqil al-Turehi van het Iraakse ministerie van Binnenlandse zaken had hij het toestel in 2008 onderzocht en "niet functionerend" en kostelijk bevonden, en had hij aanbevolen dat Irak het toestel niet moest kopen. Hij zei tegen Reuters: "Er was corruptie met dit contract gemoeid en we verwezen hiernaar en dienden ons rapport in bij de minister van Binnenlandse zaken. We zeiden dat het bedrijf waarmee u een contract hebt gesloten internationaal niet goed aangeschreven staat op het gebied springstofdetectoren, en de prijs is erg hoog en is niet evenredig met de capaciteiten van dit toestel." Al-Turehi zei dat er tijdens het aankoopproces "veel argwaan was over de apparatuur en over de doeltreffendheid en de waarde van de contracten. Er waren hooggeplaatste ambtenaren bij deze transacties betrokken." Het eerste onderzoek concludeerde dat het sommige bommen kon detecteren en het ministerie ging het contract aan ondanks de zorgen van al-Turehi. Een niet geïdentificeerde Iraakse officier zei aan Agence France-Presse dat "We weten dat het niet werkt en dat in Groot-Brittannië verboden is, maar we blijven het gebruiken. Het is bullshit. Maar we blijven erover liegen."
Ondanks de controverse wordt het toestel nog steeds gebruikt aan checkpoints over heel Irak. Het Iraakse ministerie van Binnenlandse zaken heeft het verder gebruik van de ADE 651 verdedigd. In 2010 vertelde het toenmalige hoofd van de antispringstofeenheid van het ministerie, generaal Jihad al-Jabiri, aan de BBC dat zijn organisatie "er meerdere tests op had uitgevoerd en ze succesvol had bevonden. Bovendien hebben we een reeks resultaten die officieel gedocumenteerd zijn door het controlecentrum in Bagdad, vanuit alle provincies, die aantonen dat deze toestellen duizenden bommen, boobytraps in huizen en autobommen gedetecteerd hebben, en we hebben een afname van bomactiviteiten gemerkt naar minder dan 10 procent vergeleken met vroeger." Een hooggeplaatste ambtenaar in het ministerie, Assistent-viceminister generaal Tareq al-Asl, vertelde aan Asharq Al-Awsat: "De reden waarom de directeur van het bedrijf aangehouden is, is niet omdat het toestel niet werkt, maar omdat hij weigerde te onthullen aan de Britse overheid hoe het werkt, en aan de Amerikanen voor hen. Ik heb het in de praktijk getest en het werk doeltreffend en 100% betrouwbaar."
In februari 2011 werd generaal al-Jabiri aangehouden op beschuldiging van corruptie, met name in verband met de aankoop van het ADE 651-toestel. Hij werd vervolgens veroordeeld voor het in ontvangst nemen van miljoenen dollars smeergeld van McCormick en kreeg een gevangenisstraf samen met twee andere Iraakse ambtenaren. Tot 15 Irakezen zouden steekpenningen van McCormick ontvangen hebben via een bank in Beiroet.
Aqil al-Turehi zei: “Ik voel me woedend als ik eraan denk dat deze bende van Jim McCormick en de Irakezen die met hem samenwerkten mijn mensen hebben gedood door valse veiligheid te creëren en zo'n waardeloos toestel te verkopen". In één incident reed een voertuig met een lading raketten onopgemerkt door 23 checkpoints in Bagdad die uitgerust waren met de ADE 651. Het vals gevoel van veiligheid dat het toestel gaf, had catastrofale effecten voor vele Irakezen, van wie honderden gedood werden in bomaanvallen die de ADE 651 niet kon voorkomen. Het slachtoffer van een zo'n bomaanval, de 21-jarige Haneen Alwan, zei tegen de BBC dat haar leven verwoest werd toen ze door een bomaanval getroffen werd die leidde tot de dood van haar ongeboren kind en haar man ertoe bracht om van haar te scheiden omdat ze zware brandwonden opgelopen had die tot dusver 59 operaties vereist hebben. Ze zei: "Wanneer mensen door checkpoints gingen die deze toestellen gebruikten, dachten ze dat ze veilig waren. Maar ze zijn waardeloos. De man die ze verkocht heeft, heeft geen geweten. Hij is moreel failliet. Hoe kan hij ze alleen voor geld verkopen en het leven van andere mensen verwoesten?"

### Pakistan
Pakistan kocht ADE 651's voor gebruik door de ‘’Airports Security Force’’ (ASF). Nadat de ADE 651 in opspraak was gekomen voor zijn rol in Irak, werden vragen gesteld in Pakistan over het gebruik ervan als een bomdetector door de ASF. Een hooggeplaatste ambtenaar bij Jinnah International Airport ontkende dat de ADE 651 werd gebruikt en beweerde dat de ASF het toestel ontworpen had dat daar gebruikt werd, maar andere ASF-ambtenaren erkenden dat hun toestel "volgens hetzelfde principe als de ADE 651 werkte." Pakistaanse wetenschappers verwierpen de wetenschappelijke basis die geclaimd werd voor de werking van het toestel; Professor Shahid Zaidi van de universiteit van Karachi zei tegen de Pakistaanse krant Dawn dat "er een elektrisch, magnetisch of elektromagnetisch veld moet zijn om een toestel op zo’n manier te doen werken. Bovendien bewegen statische velden niet rond op de manier die door sommigen geclaimd wordt. Vergeet ook niet dat er overal om ons heen zo veel radiogolven zijn van verschillende frequenties. Ik zie niet hoe dit toestel zou kunnen werken." Dawn daagde de ASF uit om het toestel te testen om de doeltreffendheid ervan te bevestigen, maar de ASF weigerde en hield vol dat het toestel werkt.

### België
De Belgische politie kocht in 2008 een ADE 651 voor 12.800 Britse pond om drugs op te sporen als een zogenaamd goedkoper alternatief dan een hond. Volgens inspecteur Thierry Meunier was al snel duidelijk dat het niet werkte: "We kregen er geen resultaten van. We probeerden het toestel meerdere maanden te gebruiken om drugs in auto’s te detecteren. We gaven de detector ook aan rechercheurs die drugs wilden opsporen. De resultaten waren opnieuw negatief."

### Libanon
Het Libanese leger kocht ADE 651’s. Bovendien kocht de Interim-vredesmacht van de VN in Libanon (UNIFIL) vijf ADE 651’s voor een prijs van 46.000 Britse pond om springstoffen in voertuigen te detecteren. ATSC bood de VN nog eens 80 toestellen aan, maar weigerde om bewijs te verschaffen dat de ADE 651 kon doen wat geclaimd werd en stelde voor dat de VN haar eigen tests kon uitvoeren. UNIFIL deed dit in de loop van twee dagen en kwam tot de bevinding dat het toestel "not fit for purpose" was, d.w.z. niet geschikt voor de beoogde toepassing.

### Andere landen
De ADE 651 werd ook verkocht aan klanten in Bahrein, Bangladesh, Georgië, India, Iran, Kenia, Niger, Qatar, Roemenië, Tunesië, Saoedi-Arabië, Syrië, de Verenigde Arabische Emiraten en Vietnam . Het Mövenpick-hotel in Bahrein had één toestel gekocht om autobommen te detecteren, maar volgens het hoofd van de hotelbeveiliging, die getuigenis aflegde in de Old Bailey-rechtszaak, kan het zelfs geen vuurwerk detecteren: "Het werkte niet. Het werkte helemaal niet". Het Mövenpick-hotel stopte met gebruik van het toestel na tussenkomst van het ministerie van Binnenlandse zaken van Bahrein in het midden van 2010 aan het begin van een onderzoek in samenwerking met de Britse politie dat voortduurde tot de rechtszaak van McCormick in april 2013.

## Andere vergelijkbare toestellen
Een ander 'toestel voor stofdetectie op afstand', de GT200 van het bedrijf Global Technical Ltd., is het voorwerp van onderzoek geworden in Thailand na de controverse met de ADE 651. De Bangkok Post rapporteert dat de GT200 vrijwel identiek is aan de ADE 651 en door critici is beschreven als een 'wichelroede' die gebruikmaakt van ”besturingskaarten”, zoals de ADE 651, om explosieven te vinden. De Post schrijft de dood van verscheidene agenten van de Koninklijke Thaise Politie toe aan een herhaaldelijk falen van het toestel om explosieven te detecteren. In het Verenigd Koninkrijk werd het apparaat in 2010 onderzocht door een defensie-expert van het Home Office na een verzoek van het Office of Fair Trading. De bevinding van de expert was dat de GT200 'geen geloofwaardigheid had als een springstofdetector' omdat de plastic doos van binnen leeg was. De eigenaar van Global Technical Ltd., Gary Bolton, werd op 20 augustus 2013 tot een gevangenisstraf van 7 jaar veroordeeld wegens fraude in verband met de verkoop en fabricage van de GT200. In zijn uitspraak noemde de rechter, Richard Hone, de GT200 waardeloos en rommel.
De Quadro Tracker, ook bekend onder de naam 'Positive Molecular Locator', was een vergelijkbaar toestel dat verkocht werd door Quadro Corp. in Harleyville, South Carolina tussen 1993 en 1996.
Verscheidene andere vergelijkbare toestellen, zogenaamde long-range locators (langeafstandszoekers), worden in verschillende landen op de markt gebracht, waaronder de HEDD1 (vroeger bekend onder de naam Sniffex Plus) die in de handel gebracht wordt door Unival in Duitsland; Alpha 6 die op de markt gebracht wordt door ComsTrac in het Verenigd Koninkrijk; PSD-22; en H3Tec.
Een schijnbaar gerecyclede versie van de Quadro Tracker verscheen onder de naam DKL Lifeguard. Het zag er hetzelfde uit en maakte ambitieuze claims over het kunnen lokaliseren van overlevenden onder puin of van verborgen personen in vervoercontainers. Het is bewezen dat het niet werkt in tests uitgevoerd door Sandia National Labs.